# Batalla de Baton Rouge (1779)
La batalla de Baton Rouge fue una importante victoria española en septiembre de 1779 durante la Revolución estadounidense. Baton Rouge fue el segundo enclave británico en caer en manos hispanas durante la campaña de Bernardo de Gálvez hacia el Oeste de la Florida.

## Fuerzas enfrentadas
Después de la toma de Fort Bute (Fuerte Manchac), el 7 de septiembre, parte con sus tropas hacia Baton Rouge el 13 de septiembre; Gálvez llegó a Baton Rouge el 20 de septiembre descubriendo una plaza bien fortificada que contaba con alrededor de cuatrocientos soldados regulares. Los defensores contaban con unos efectivos de trece cañones y novecientos hombres, entre ellos los cuatrocientos soldados.Los atacantes eran mil cuatrocientos veintinueve, pero un tercio estaban enfermos. Contaban con diez cañones, pero de mayor alcance que los de los británicos. Frente a los cuatrocientos soldados veteranos británicos, los españoles contaban ciento setenta.

## Toma de la plaza
De Gálvez decidió no someter la plaza por hambre y arriesgarse a tener que enfrentarse a una fuerza de socorro o a cansar sus tropas y optó por bombardearlo.Además es informado de que disponen de otro atrincheramiento al norte de Baton Rouge en la parroquia de Pointe Coupée

A tiro de la artillería de la fortaleza, era impracticable el uso frontal de la propia artillería para avanzar sobre la ciudad; dada la situación Gálvez se dispuso a utilizar una treta. Desde un bosque cercano situado al norte, llamó la atención de la ciudad e hizo que los británicos desviasen la artillería hacia esa zona; los españoles, cubiertos por el abundante follaje de los árboles, solo sufrieron tres bajas. Mientras tanto, otro grupo creó una línea de trincheras y estableció la batería que debía castigar el fuerte enemigo. La madrugada del día 21, los cañones españoles comenzaron a bombardear el fuerte; tras tres horas y media de castigo, los británicos solicitaron parlamentar.

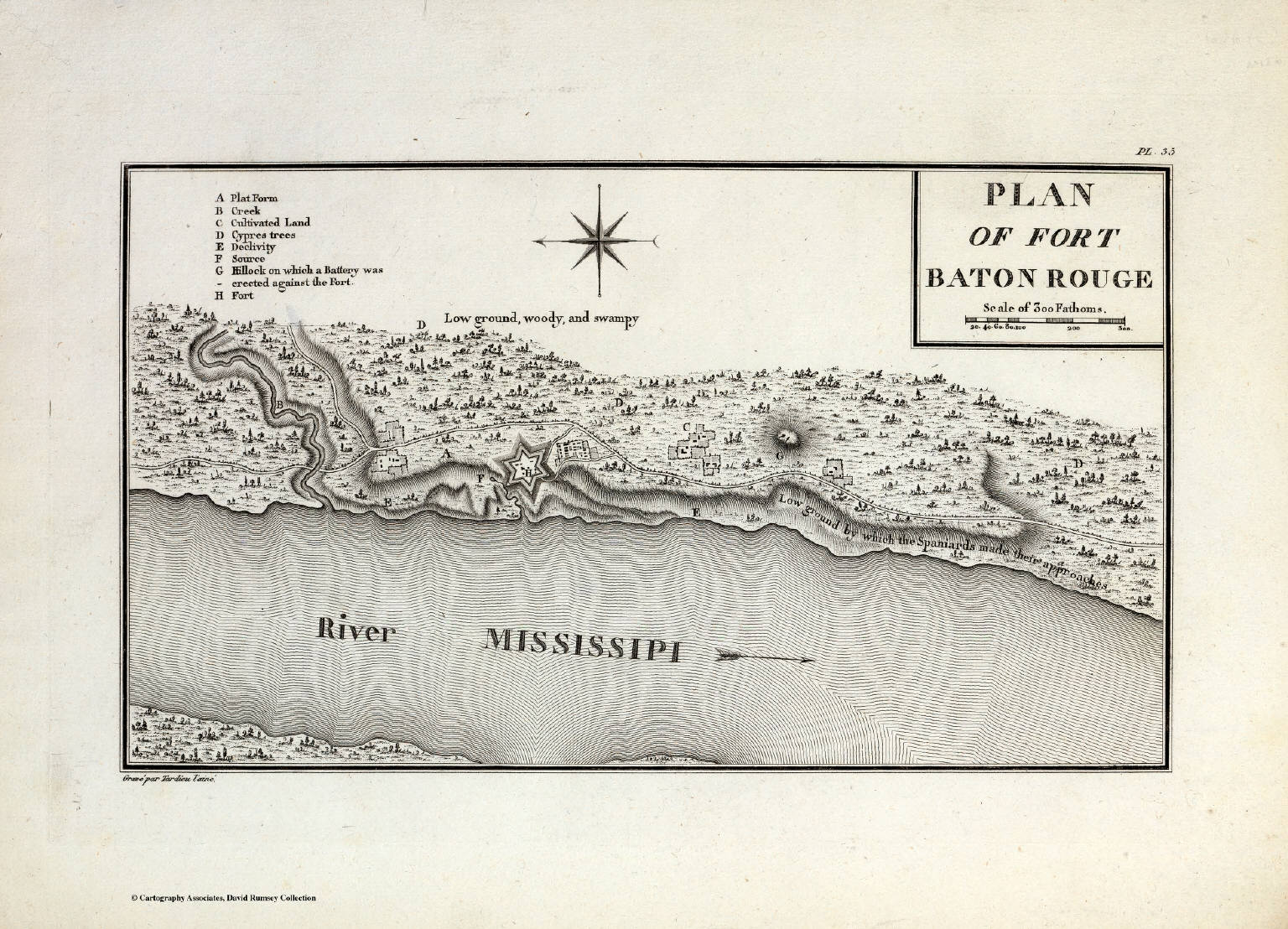
Plano de Baton Rouge y lugar por el que se acercaron los españoles y situaron sus baterías
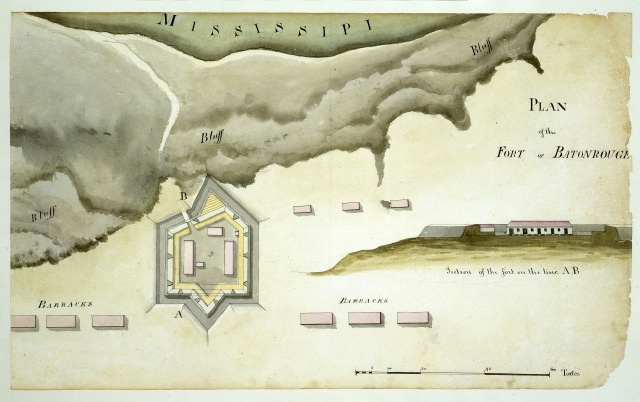
Fuerte de Baton Rouge en 1814

## Rendición
Los términos de la capitulación establecidos por Gálvez incluían tanto la prisión de las tropas regulares de Batón Rouge como la rendición de los ochenta granaderos del fuerte de Panmure, hoy día Natchez. Los británicos perdieron unos treinta y seis hombres, diez resultaron heridos y unos trescientos setenta y cinco quedaron prisioneros.
La propuesta de capitulación del teniente coronel inglés Alexander Dickson y la respuesta de Bernardo de Gálvez pueden consultarse en el siguiente enlace
De esta forma se despejaba completamente el estuario del Misisipi de fuerzas inglesas, poniendo el gran curso navegable del río bajo control aliado. La victoria española permitió que, pocos días más tarde, los soldados de los Estados Unidos pudieran navegar hacia el lago Pontchartrain con su bendición y expulsar a las fuerzas británicas restantes de sus aguas.